# Ivo (Nigeria)
Ivo es una localidad del estado de Ebonyi, en Nigeria, con una población estimada en marzo de 2016 de 160 600 habitantes.
Se encuentra ubicada al sureste del país, cerca del delta del Níger y de la frontera con Camerún.